# Polygala subulata
Polygala subulata är en jungfrulinsväxtart som beskrevs av S. Wats.. Polygala subulata ingår i släktet jungfrulinssläktet, och familjen jungfrulinsväxter. Inga underarter finns listade i Catalogue of Life.